# Церковь Власия на Волосовой улице
Це́рковь Вла́сия — недействующий православный храм в Великом Новгороде, в северной части Людина конца в 250 м от новгородского Детинца. Расположен на перекрёстке трёх улиц — Мерецкова — Волосовой, Каберова — Власьевской и Большой Власьевской улицы. Представляет собой крестовокупольную, четырёхстолпную, одноглавую, одноэтажную, квадратную в плане постройку с трёхлопастным завершением.

## История
По мнению Бориса Рыбакова, в устойчивом наименовании Волосовой улицы сохранилась «память о языческом Волосе». Согласно другой версии, улица названа по церкви святого Власия, поскольку Волос — это народная восточнославянская форма имени Власий. Марк Алешковский считает, что Волосова улица древнее Власьевской церкви, которая стоит в конце, а не в начале улицы. Поэтому название улицы восходит к антропониму Волос, широко распространённому среди новгородцев. С М. Х. Алешковским согласен В. Л. Васильев.
Валентин Янин утверждает, что, как и в случае с другими языческими капищами древнего Новгорода, упомянутая под 1111 годом деревянная церковь Власия была построена на месте славянского капища Велеса, от которого христианский Власий унаследовал основные черты. Обосновывая свою точку зрения, Янин ссылается лишь на «декорум христианизации», включающий «идею торжества над поверженным язычеством». В. Л. Васильев пишет, что наличие здесь языческого капища археологически до сих пор не прослежено.
Под 1111 годом клировые ведомости впервые упоминают о деревянной церкви св. Власия Севастийского. В ней в середине XII века служил пресвитером будущий архиепископ Новгородский Иоанн. Есть летописные отметки 1184 и затем 1379 года о строительстве на этом месте деревянной церкви.

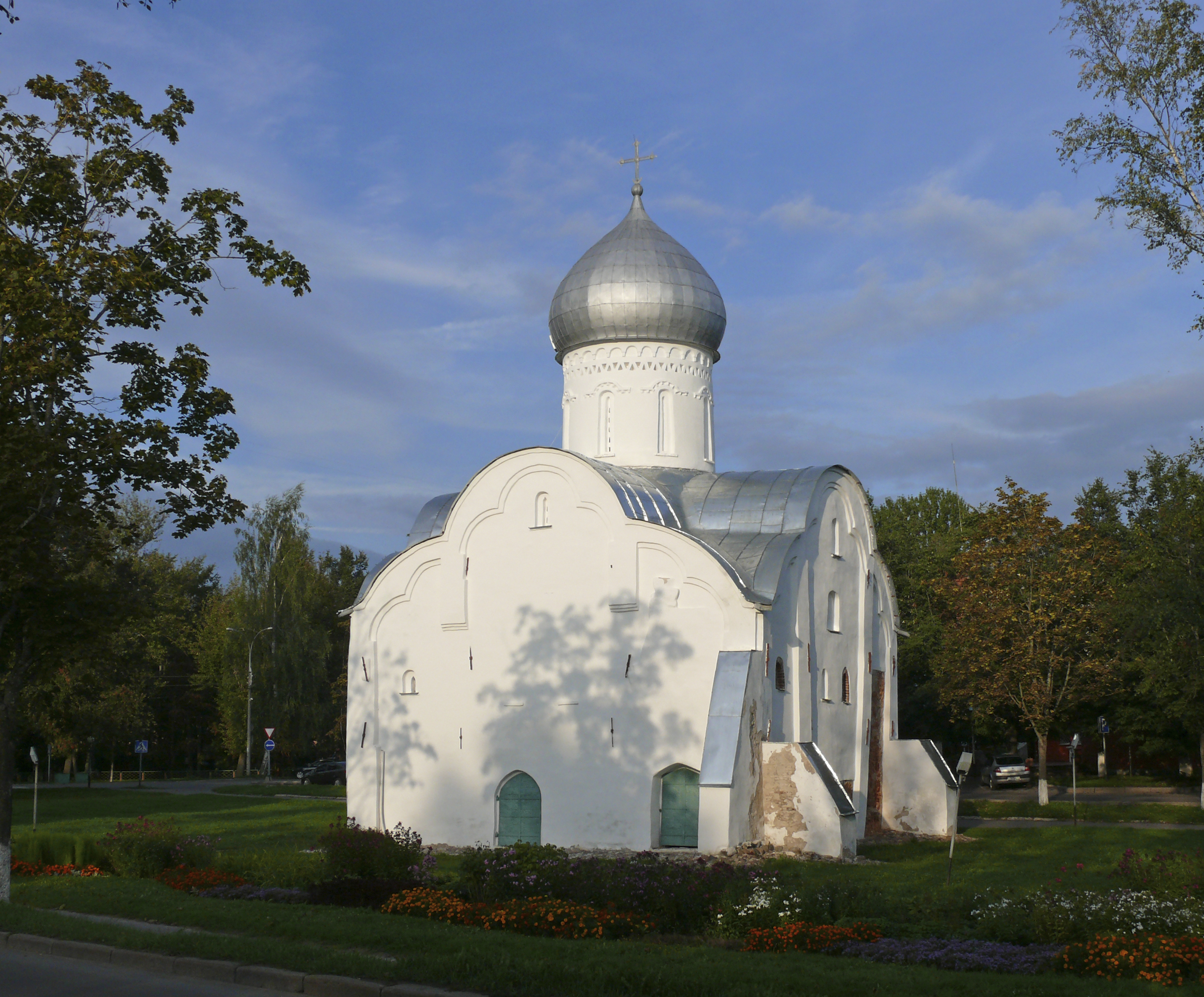
Вид с западной стороны на церковь Власия в Великом Новгороде

Существующая каменная церковь Власия была построена в 1407 году жителями Людина (Гончарского) конца. В XVI веке церковь упоминается как соборная, с существующим на хорах приделом Иоакима и Анны, а позднее как ружная.
В 1775 году церковь подверглась некоторым перестройкам: внутри, для улучшения освещенности, были убраны хоры, с запада пристроен тёплый придел Иакова брата Господня с трехъярусной колокольней. В 1840-х годах колокольня дала трещины и была разобрана; западную пристройку увеличили в длину, над ней возвели новую колокольню. В 1852 году был перестроен деревянный верх церкви. В 1858 году в западной пристройке освятили второй придел — во имя архиепископа Иоанна. Покрытие храма изменяется на четырёхскатное, сделаны более широкими окна. В результате разрушения 1820-х годах бастионов и рва Малого земляного города, церковь оказалась стоящей на довольно большой открытой площади.
Во время Великой Отечественной войны памятник значительно пострадал от пожара. В конце 1940-х—начале 1950-х годов был разобран церковный притвор и колокольня. Угроза сноса нависла и над самой церковью. Городские власти считали, что пострадавшие во время войны старинные здания мешали работе общественного транспорта и угнетающе действовали на психику горожан. Планы по разрушению церкви Власия вызвали активный протест со стороны научной общественности Москвы и Ленинграда и в 1954—1959 годах церковь Власия была отреставрирована. По проекту архитектора Д. М. Фёдорова она была восстановлена в формах XV века. При реставрации по незначительным следам удалось воссоздать купол и своды, обнаруженные в северном и западном фасадах части древних перспективных (уступчатых) порталов со стрельчатым завершением а также завершающиеся стрельчатой аркой окна. В 1974 году обрушилась средняя часть западной стены церкви.
Над северным порталом сохранилась ниша с остатками фрески «Священномученик Власий»

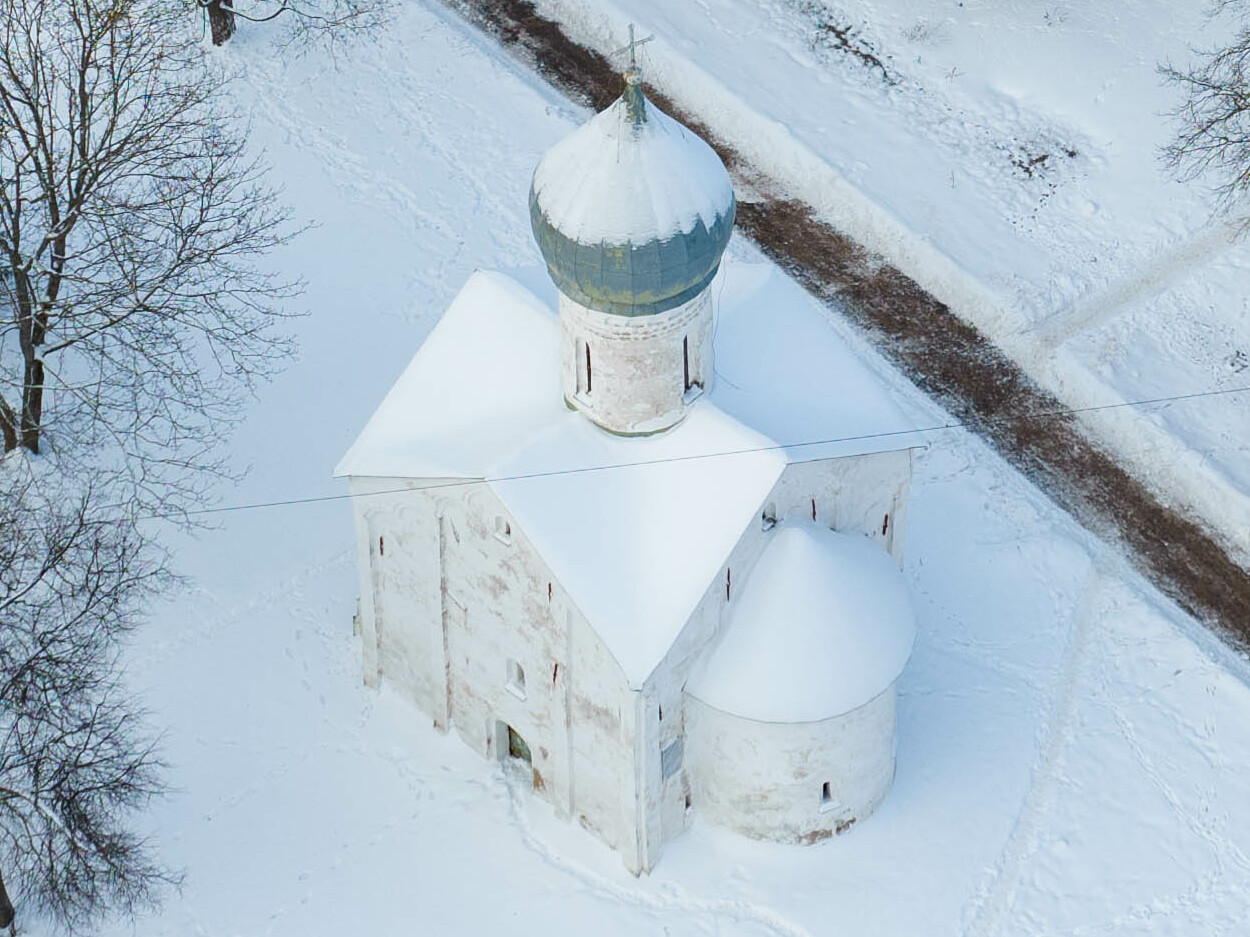
Вид на церковь с дрона, 2022 год